# Angkor Chey
Angkor Chey är ett distrikt i Kambodja.   Det ligger i provinsen Kampot, i den södra delen av landet, 90 km söder om huvudstaden Phnom Penh. Antalet invånare är 72 459.